# Christian Lüscher

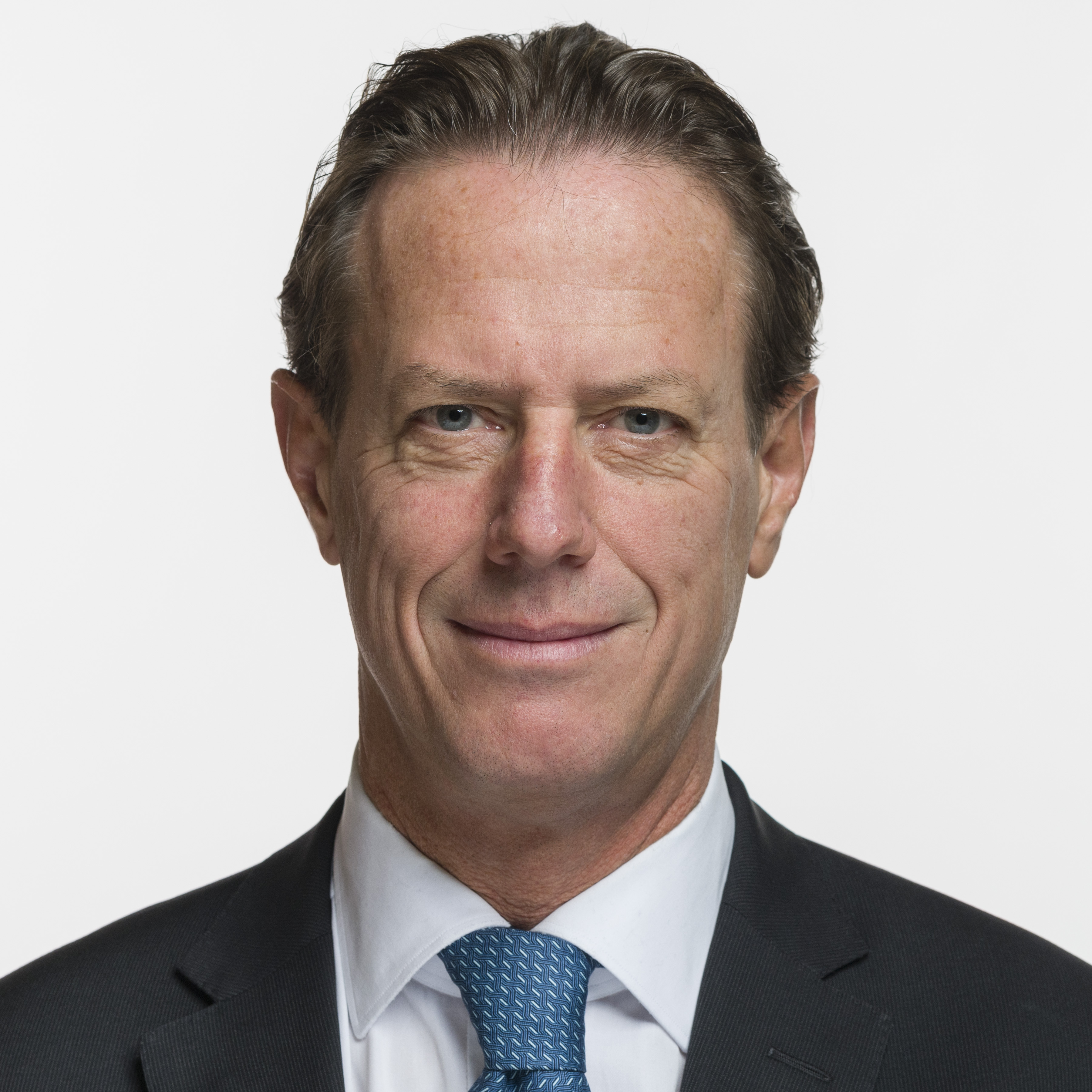
Christian Lüscher (2019)

Christian Lüscher (* 6. Dezember 1963 in Genf; heimatberechtigt in Genf und Muhen) ist ein Schweizer Rechtsanwalt und Politiker (FDP.Die Liberalen). Von 2007 bis 2023 war er Nationalrat. Seit 2022 ist Lüscher Verwaltungsratspräsident der Tradexbank AG.

## Biografie
Lüscher ist Rechtsanwalt, Miteigentümer der Kanzlei CMS von Erlach Partners. Davor führte er zusammen mit Charles Poncet, Olivier Carrard, Phillippe Grumbach, Pierre Heinis und Bernard Ziegler die Genfer Anwaltskanzlei ZPG, die 2014 mit CMS fusioniert wurde.
2002 übernahm Lüscher zusammen mit Olivier Carrard und Alain Rolland das Präsidium des Servette FC, konnte die finanzielle Situation des Klubs jedoch nicht in den Griff bekommen. Die Servette AG ging 2005 in Konkurs. Im September 2022 wurde Lüscher Verwaltungsratspräsident der Tradexbank AG, einer ehemaligen Tochtergesellschaft der russischen Sberbank mit Sitz in Zürich.
Lüscher hat vier Kinder und wohnt in Genf.

## Politik
Von 1999 bis 2003 gehörte Lüscher der Gemeindelegislative von Troinex an. Von 2001 bis 2007 war er für die Genfer Liberalen Mitglied des Grossen Rats des Kantons Genf. Bei den Wahlen 2007 wurde er in den Nationalrat gewählt. Bei den Wahlen 2011, 2015 und 2019 wurde er bestätigt, 2023 trat er nicht mehr an.
Lüscher war 2009 offizieller Kandidat der FDP.Liberalen in der Ersatzwahl für Bundesrat Pascal Couchepin. Im 3. Wahlgang erhielt er 63 Stimmen, sein Parteikollege Didier Burkhalter 80 Stimmen. Aus taktischen Gründen erklärte Lüscher zu diesem Zeitpunkt den Rückzug seiner Kandidatur. Im 4. Wahlgang wurde Burkhalter mit 129 Stimmen vor Urs Schwaller mit 106 Stimmen in den Bundesrat gewählt.
Ab April 2012 war Lüscher Mitglied des fünfköpfigen Vizepräsidiums der FDP.Die Liberalen.
Kritik
Lüscher vertritt als Anwalt die Interessen von Abba Abacha, Sohn des früheren Militärdiktators von Nigeria Sani Abacha. Er versuchte für seinen Mandanten einen Deal auszuhandeln, bei dem die Anzeigen und Strafuntersuchungen gegen Abachas Familienmitglieder wegen Beteiligung an einer kriminellen Organisation in Genf fallen gelassen werden und dafür gleichzeitig der Kläger (Nigeria) die international blockierten Gelder in der Höhe von 1,1 Milliarden US-Dollar erhält. Dabei hätte Lüscher 1,8 Millionen US-Dollar erhalten. Kritisiert wurde er wegen des Interessenkonflikts seines Mandats und als Nationalrat, als der er direkt an der Revision der Lex Duvalier in der Kommission für Rechtsfragen und der Aussenpolitischen Kommission mitarbeitete. Der Interessenkonflikt wurde durch den Tages-Anzeiger und den Hebdo bekannt.
Auch ein weiteres Mandat sorgte für Kritik: eines zu Gunsten von Wiktor Chrapunow aus Kasachstan, eines ehemaligen hochrangigen Funktionärs, der nach dem Ende der Sowjetunion unter unklaren Umständen zu einem Vermögen kam und heute in Genf im Exil lebt, international aber wegen Veruntreuung von 250 Millionen US-Dollar gesucht wird und dessen Verfahren in Genf hängig ist.